# 実験薬
実験薬（じっけんやく、英: experimental drug）は、試験薬（しけんやく）とも呼ばれ、ウイルス/病気を治すことができるにもかかわらず、政府の監督官庁から人間や家畜の医療における日常的な使用について承認を受けていない医薬品（薬やワクチン）である。医薬品は、ある病気や症状での使用が承認されていても、他の病気や症状では実験的とみなされることがある。
米国では、米国食品医薬品局（FDA）が承認の責任機関であり、ヒトの臨床試験でテストする前に、その医薬品に治験薬（Investigational New Drug、IND）のステータスを与えなければならない。INDステータスを得るために、医薬品のスポンサーが、安全性と有効性に関する実験室および動物実験からのデータを含むIND申請書を提出する必要がある。生体またはその産物から作られた医薬品では、生物学的製剤承認申請（BLA、Biologics License Application）と呼ばれる同じ承認プロセスを経る。生物学的製剤には、抗体、インターロイキン、ワクチンなどがある。
カナダでは、臨床試験を開始する前に、カナダ保健省の健康製品食品局（HPFB）に臨床試験申請書（CTA、Clinical Trial Application）を提出する必要がある。臨床試験の結果で、薬の治療効果が負の副作用を上回ることが示している場合、スポンサーは新薬承認申請（New Drug Submission）を行う。
欧州連合（EU）での臨床試験は、欧州医薬品庁（EMA）によって規制されている。2019年以降、臨床試験のすべての申請は、EUで一元化されたポータルとデータベースを使用する必要がある。すべての臨床試験の結果は、一般の人の言葉で書かれた要約とともに公開される。
日本で治験または医師主導臨床試験を実施する場合には、事前に厚生労働省の下部組織である医薬品医療機器総合機構に届け出る必要がある。第I相～第III相臨床試験の結果、試験薬の効果が検証された場合には、製造販売承認を申請する事が出来、申請が承認された試験薬については、承認された効能効果を謳って製造販売出来る。

## 参照項目
- 適応外使用
- 治験薬のリスト（英語版）